# Oecetis evirga
Oecetis evirga is een schietmot uit de familie Leptoceridae. De soort komt voor in het Palearctisch gebied.